# Jan Gabriel
Jan Gabriel (* 16. července 1949 Praha) je český surrealistický básník, překladatel, autor koláží a publicista. Vystudoval Střední knihovnickou školu a pracoval jako knihovník, později jako redaktor v několika periodikách (zejm. Hospodářské noviny). Debutoval roku 1973 v brněnském ineditním sborníku Koruna, roku 1974 vydal strojopisně básnickou sbírku Pytel hudby. V 70. letech 20. století založil a vydával spolu s básníkem Pavlem Řezníčkem samizdatový sborník Doutník, v němž byly publikovány texty nevydávaných autorů a překlady z francouzštiny. Měl několik samostatných výstav u nás i v zahraničí a účastnil se řady výstav kolektivních. Od roku 2000 se podílí na činnosti surrealistické skupiny. Své texty a koláže publikoval v samizdatu (např. Vokno aj.), v zahraničních časopisech (Le Melog, Camouflage, Le Crecelle noire, Brumes Blondes, aj.) a po roce 1989 v novinách a časopisech mj. Analogon, Tvar, Host, Literární noviny, Hospodářské noviny, Lidové noviny. Je zastoupen v několika antologiích.

## Sbírky básní
- Pro smích kapek, edice Tvary, Tvar, 1994
- Možná zvířata spíš jen větev, Torst, 2001
- Kůže orloje , Sdružení Analogonu, 2004
- Barometr na uhlí , Protis, 2007
- Nerozvěšené obrazy , Pulchra, 2010
- Rozházení chodci , Dybbuk, 2013
- Cigarety se nehladí , Sdružení Analogonu, 2016
- Stroje a zařízení, Sdružení Analogonu, 2019
- Zrcadla a pavučiny, Malvern, 2022
- Protažené stíny, Spolek Analogon, 2025

## Překlady
- Joyce Mansourová, Výkřiky (s E. Lukavským a P. Řezníčkem – výbor z poezie), Fra 2003
- Maurice Blanchard, Koncert samoty, Rubato 2014
- Guillaume Apollinaire, Zahnívající čaroděj, Rubato 2015
- Benjamin Péret, Běžet po zrcadle jako slepec, (s V. Effenbergerem a P. Řezníčkem – výbor z poezie), Sdružení Analogonu 2016